# Matthias Schauer
Matthias Schauer ist ein deutscher Diplomat und seit dem 25. Juli 2020 deutscher Botschafter in Uganda.

## Leben
Schauer trat in den Auswärtigen Dienst ein und absolvierte die Attachéausbildung für den höheren Dienst. Er durchlief Verwendungen im Auswärtigen Amt in Berlin, in Brüssel und an der Ständigen Vertretung Deutschlands bei den Vereinten Nationen und anderen internationalen Organisationen in Genf in der Schweiz. Schauer war stellvertretender Leiter an der Deutschen Botschaft Addis Abeba in Äthiopien, bevor er als Nachfolger von Albrecht Conze an die Deutsche Botschaft Kampala wechselte.
Anfang Mai kritisierte Muhoozi Kainerugaba, Oberbefehlshaber der Streitkräfte Ugandas und Sohn von Präsident Yoweri Museveni, auf X EU-Botschafter „mit dem Feuer zu spielen“, nachdem sich diese unter anderem mit Oppositionsführern getroffen hatten. Kainerugaba verkündete zudem, den Leibwächter des ugandischen Oppositionsführers Bobi Wine entführt und gefoltert zu haben, was von diesem bestätigt wurde. Die nächsten Wahlen finden im Januar 2026 statt. Schauer wurden „subversive Aktivitäten“ vorgeworfen, was von der Bundesregierung als „absurd“ zurückgewiesen wurde. Schauer forderte kurz darauf bei einem Treffen der Botschafter mit General Caleb Akandwanaho, Bruder des Präsidenten und bekannt als Salim Saleh, „eine rote Linie“ hinsichtlich der Kommentare von Kainerugaba zu ziehen. Militärsprecher Chris Magezi gab auf X an, es lägen dazu glaubwürdige Geheimdienstberichte vor und erklärte, dass die militärische Zusammenarbeit mit Deutschland ausgesetzt würde.
Schauer ist verheiratet und hat eine Tochter.